# Tony Scott
 (décembre 2021).
Pour les articles homonymes, voir Tony Scott (homonymie) et Scott.
Anthony Scott, dit Tony Scott [ˈtəʊni skɒt], est un réalisateur, scénariste et producteur britannique, né le 21 juin 1944 à North Shields, Angleterre (Royaume-Uni) et mort le 19 août 2012 à San Pedro, Californie (États-Unis).
Son œuvre cinématographique se compose de seize longs métrages orientés vers l'action.
Il est révélé en 1986 au grand public par le succès mondial de Top Gun, tandis que quelques-uns de ses échecs commerciaux, comme Les Prédateurs (1983), Le Dernier Samaritain (1991) ou True Romance (1993), obtiennent beaucoup plus de succès après leur sortie en vidéo.
Au début des années 2000, il signe deux succès du cinéma d'espionnage hollywoodien : Ennemi d'État (1998) et Spy Game : Jeu d'espions (2001).
Il a aussi dirigé à cinq reprises l'acteur Denzel Washington dans USS Alabama (1995), Man on Fire (2004), Déjà vu (2006), L'Attaque du métro 123 (2009) et Unstoppable (2010).
Il est le frère de Ridley Scott, avec qui il a fondé la société de production Scott Free Productions en 1995, et l'oncle des réalisateurs Luke, Jake et Jordan Scott (également romancière).

## Biographie

### Jeunesse et formation
Anthony David Leighton Scott naît le 21 juin 1944 à North Shields dans le North Tyneside.

### Carrière
Il joue, à seize ans, dans le premier court métrage de son frère, Boy and Bicycle.
Diplômé en arts graphiques de la Sunderland Art School et du Royal College of Art de Londres, il se passionne pour le cinéma lors d'études complémentaires au Leeds College of Art and Design.

### Débuts et révélation (années 1970-1980)
Son moyen métrage Loving Memory est présenté à la 10e Semaine de la critique, durant le Festival de Cannes 1971.
En 1973, il dirige un plan de Barry Lyndon de Stanley Kubrick. La même année, il fonde avec son frère Ridley la compagnie de production publicitaire RSA.
Durant plus de dix ans, chacun réalise des centaines de publicités et développe un style propre[Lequel ?], qui n'est cependant pas exempt de similitudes[Lesquelles ?].
En 1982, Tony Scott passe au long métrage avec Les Prédateurs, film de vampire hyper-stylisé éreinté par la critique, malgré la présence de Catherine Deneuve et David Bowie. C'est avec le temps que le film devient culte. Le succès commercial, le cinéaste le connaît de façon fulgurante quatre ans après, avec Top Gun. Réussite phénoménale au box-office (plus de 175 millions de dollars de recettes pour les seuls États-Unis), consécration de Tom Cruise au panthéon des vedettes hollywoodiennes, et première association avec le duo de producteurs Don Simpson-Jerry Bruckheimer.
En 1987, il réalise le clip de One More Try de George Michael, extrait de l'album Faith. La même année, il retrouve le duo Don Simpson-Jerry Bruckheimer pour une suite, Le Flic de Beverly Hills 2 et en 1990 pour Jours de tonnerre, qui marque ses retrouvailles avec Tom Cruise. En 1990 toujours, il dirige Kevin Costner dans Vengeance, cette fois un échec critique et commercial.

### Blockbusters et films cultes (années 1990)
Tony Scott entame la décennie avec deux films décevants au box-office, mais amenés à faire l'objet d'un culte. Tout d'abord, il s'affranchit de Jerry Bruckheimer pour rejoindre Joel Silver, l'autre producteur de films d'action en vogue à Hollywood, le temps de réaliser Le Dernier Samaritain, avec Bruce Willis et Damon Wayans.
Deux ans après l'échec commercial de ce buddy-movie, il met en scène un film noir à petit budget, True Romance, écrit par Quentin Tarantino et Roger Avary. Il s'agit probablement de l'œuvre la moins conventionnelle du réalisateur[source secondaire souhaitée], si l'on[Qui ?] exclut son premier long métrage. Les critiques sont excellentes, mais le box-office décevant. Ce film aussi devient culte[source secondaire souhaitée].
Il retourne ensuite à des projets plus commerciaux : en 1995, il rencontre un beau succès critique et commercial avec un film de sous-marin, USS Alabama. Ce film marque ses retrouvailles avec Bruckheimer, mais constitue aussi le début d'une collaboration fructueuse avec l'acteur Denzel Washington. Il y dirige aussi Gene Hackman et James Gandolfini. Avec son frère aîné, le réalisateur Ridley Scott, il crée la société de production cinématographique Scott Free Productions.
Le thriller psychologique situé dans le milieu du sport, Le Fan (1996), avec Robert De Niro et Wesley Snipes, est quant à lui un échec critique et commercial.
C'est avec Jerry Bruckheimer qu'il renoue avec le box-office : en 1998, le thriller d'espionnage Ennemi d'État, opposant la star Will Smith à Gene Hackman est un carton critique et commercial. Il reste dans l'espionnage en 2001 pour le plus cérébral Spy Game : Jeu d'espions, où il dirige cette fois Brad Pitt et Robert Redford.

### Succès avec Denzel Washington (années 2000)
Les années 2000 vont être marquées par des films plus violents et noirs : tout d'abord, le thriller Man on Fire, qui marque sa seconde collaboration avec Denzel Washington, et remake du film français éponyme d'Élie Chouraqui de 1987. Ce film vaut au cinéaste un bel accueil critique qui le place parmi le peu de réalisateurs ayant rapporté plus d'un milliard de dollars de recettes.
En 2005, il poursuit dans cette veine avec le thriller d'action Domino, porté par la performance de Keira Knightley dans le rôle-titre, et scénarisé par Richard Kelly. Ce projet sommeille depuis dix ans et constitue le surprenant portrait de la chasseuse de primes Domino Harvey, fille de l'acteur Laurence Harvey. Tony Scott, fasciné par cet être étrange et profondément libre dont il était très proche, dédie son film à Domino Harvey, décédée quelques mois avant la sortie du film. Le film est un flop critique et commercial. Peu importe, Scott s'est déjà attelé à un troisième projet avec Denzel Washington, le thriller d'action mâtiné de science-fiction, Déjà Vu, un succès critique et commercial de l'année 2006. Il s'agit aussi de sa cinquième et dernière production Bruckheimer.
En juillet 2009, sa quatrième collaboration avec Denzel Washington est pour le film d'action L'Attaque du métro 123, remake du classique hollywoodien Les Pirates du métro (1974). Pour l'occasion, Scott retrouve aussi James Gandolfini et dirige pour la première fois John Travolta. En 2010, il reste fidèle à Denzel Washington et aux trains pour Unstoppable, avec aussi la valeur montante Chris Pine. Ce seizième long métrage basé sur des faits réels est son dernier.

### Décès et hommages

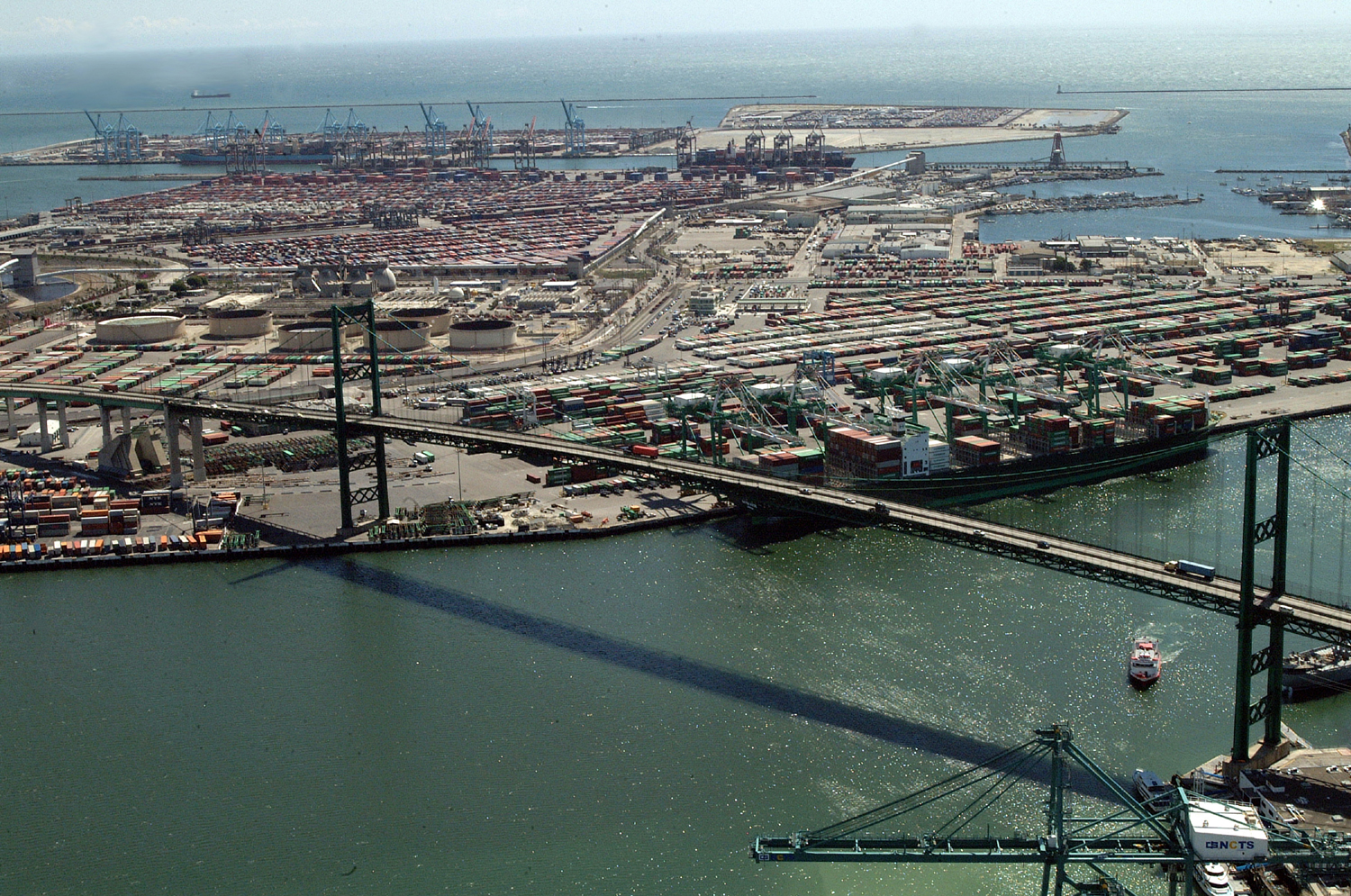
Pont Vincent-Thomas.

Le 19 août 2012, Tony Scott se suicide en sautant du pont Vincent-Thomas, à San Pedro, près de Long Beach, à l'âge de 68 ans.
Certaines sources évoquent qu'une maladie incurable serait la cause de ce suicide, d'autres une tumeur au cerveau inopérable. Sa famille dément rapidement ces informations.
En novembre 2014, son frère Ridley Scott déclare dans une interview pour Variety que sa mort est « inexplicable » mais il ajoute : « Tony avait été très malade, et c'est le moment où j'ai réalisé que je devais me rapprocher de lui, bien que nous ayons toujours été très proches. […] Il me manque comme un ami. Je suis allé le voir quand il était en rémission, et je lui avais dit : “Fuck la chimio, bois une vodka martini”, et on est sortis ensemble. ». Les deux frères venaient d'échanger au téléphone, et Ridley d'exhorter Tony à se plonger dans un nouveau projet de film, lorsque ce dernier se suicide après avoir raccroché.

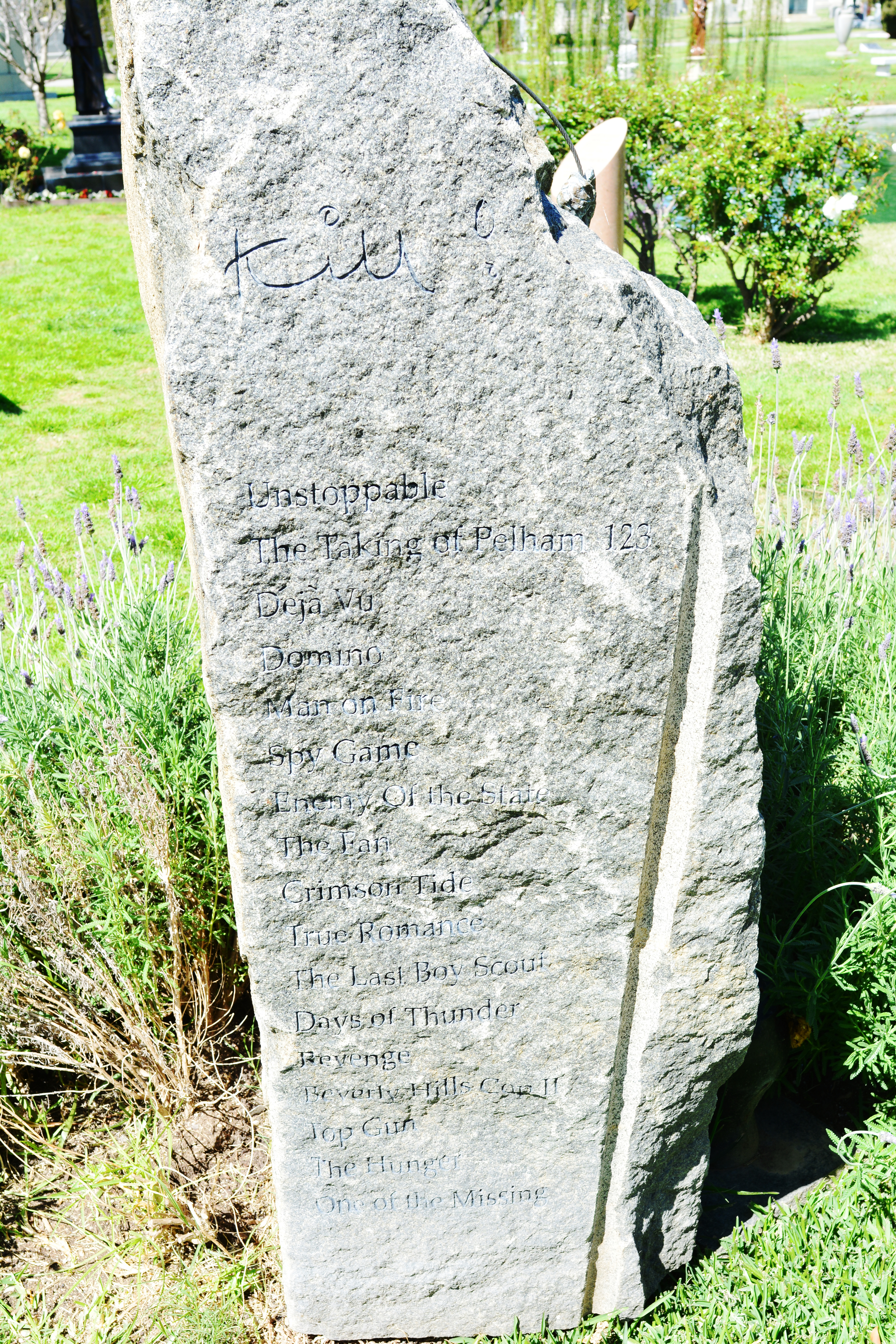
Tombe du réalisateur Tony Scott, au Hollywood Forever Cemetery à Los Angeles. La pierre tombale mentionne les films qu'il a réalisé.

Tony Scott est inhumé au cimetière Hollywood Forever Cemetery le 24 août 2012, au 6000 Santa Monica Boulevard à Hollywood (district de Los Angeles, Californie),.
Le premier épisode de la mini-série Coma et le premier épisode de la saison 4 de The Good Wife sont dédiés à sa mémoire. Son frère Ridley lui dédie par ailleurs deux longs métrages : Cartel (2013) et Exodus: Gods and Kings (2014) et lui rend hommage lors des Golden Globes 2016, juste après avoir reçu le Golden Globe du meilleur film musical ou de comédie.
Le film Top Gun : Maverick (2022), qu'il devait un temps réaliser, lui est également dédié.

### Vie privée
Tony Scott a été marié trois fois. En 1967, il épouse la costumière Gerry Scott (en) (1944–2007). Ils divorcent en 1974. Il se marie en 1986 avec Glynis Sanders, qui travaille dans la publicité. Ils divorcent un an plus tard.
En 1990, il rencontre Donna Wilson, de vingt-quatre ans plus jeune que lui, sur le tournage de Jours de tonnerre. Ils se marient en 1994. Elle donne naissance à des jumeaux, Frank et Max, en 2000.
Tony Scott est aussi l'oncle des réalisateurs Jake Scott, Luke Scott et Jordan Scott, laquelle est également romancière,,.

## Filmographie

### Réalisateur

#### Longs métrages
- 1983 : Les Prédateurs (The Hunger)
- 1986 : Top Gun
- 1987 : Le Flic de Beverly Hills 2 (Beverly Hills Cop II)
- 1990 : Vengeance (Revenge)
- 1990 : Jours de tonnerre (Days of Thunder)
- 1991 : Le Dernier Samaritain (The Last Boy Scout)
- 1993 : True Romance
- 1995 : USS Alabama (Crimson Tide)
- 1996 : Le Fan (The Fan)
- 1998 : Ennemi d'État (Enemy of the State)
- 2001 : Spy Game : Jeu d'espions (Spy Game)
- 2004 : Man on Fire
- 2005 : Domino
- 2006 : Déjà vu
- 2009 : L'Attaque du métro 123 (The Taking of Pelham 1 2 3)
- 2010 : Unstoppable

#### Courts et moyens métrages
- 1969 : One of the Missing (également scénariste)
- 1971 : Loving Memory (également scénariste)
- 2002 : The Hire: Beat the Devil (court métrage publicitaire pour BMW)
- 2004 : Agent Orange

#### Télévision
- 1976 : L'Auteur de « Beltraffio » dans l'anthologie Nouvelles de Henry James (feuilleton TV)
- 1997-1999 : Les Prédateurs (The Hunger) - Saison 1, épisode 1 / Saison 2, épisode 1 (série télévisée)
- 2007 : Numb3rs - Saison 4, épisode 1 (série télévisée)

### Producteur / producteur délégué
- 1997-2000 : Les Prédateurs (The Hunger) (série télévisée)
- 1998 : Clay Pigeons de David Dobkin
- 2000 : The Last Debate (TV) de John Badham
- 2000 : En toute complicité (Where the Money Is) de Marek Kanievska
- 2000 : Citizen Welles de Benjamin Ross
- 2001 : Big Time de Jerry Heiss
- 2002 : Ticker de Joe Carnahan (court métrage)
- 2002 : Churchill, pour l'amour d'un empire (The Gathering Storm) (TV) de Richard Loncraine
- 2002 : The Hire: Beat the Devil de lui-même (court métrage)
- 2004 : Man on Fire de lui-même
- 2005 : In Her Shoes de Curtis Hanson
- 2005 : Domino de lui-même
- 2005-2010 : Numb3rs (série télévisée)
- 2006 : Orpheus (TV) de Bruce Beresford
- 2006 : Tristan & Yseult (Tristan + Isolde) de Kevin Reynolds
- 2007 : L'Assassinat de Jesse James par le lâche Robert Ford (The Assassination of Jesse James by the Coward Robert Ford) d'Andrew Dominik
- 2007 : The Company (série télévisée)
- 2008 : La Menace Andromède (Andromeda Strain) de Mikael Salomon (mini-série télévisée)
- 2009 : L'Attaque du métro 123 (The Taking of Pelham 1 2 3) de lui-même
- 2009-2013 : The Good Wife (série TV) - 89 épisodes
- 2010 : Cracks de Jordan Scott
- 2010 : Welcome to the Rileys de Jake Scott
- 2010 : L'Agence tous risques (The A-Team) de Joe Carnahan
- 2010 : Unstoppable de lui-même
- 2010 : Les Piliers de la Terre (The Pillars of the Earth) (mini-série TV)
- 2012 : Le Territoire des loups (The Grey) de Joe Carnahan
- 2012 : Prometheus de Ridley Scott
- 2012 : Un monde sans fin (World Without End) (mini-série TV)
- 2012 : Labyrinthe (Labyrinth) (mini-série TV)
- 2013 : Stoker de Park Chan-wook
- 2013 : The East de Zal Batmanglij
- 2013 : Les Brasiers de la colère (Out of the Furnace) de Scott Cooper

### Acteur

#### Cinéma
- 1965 : Boy and Bicycle (court métrage) de Ridley Scott : le garçon
- 1994 : Cityscrapes: Los Angeles de Michael Becker : le deuxième réalisateur

#### Télévision
- 1986 : Number One (TV) de Les Blair : Danny
- 1998 : Angelo Nero (TV) de Roberto Rocco

### Monteur
- 1969 : One of the Missing (court métrage)
- 1969 : Compromise (court métrage)
- 1971 : Loving Memory

### Directeur de la photographie
- 1969 : One of the Missing (court métrage)
- 1969 : Compromise (court métrage)[22]
- 1971 : Loving Memory

## Collaborateurs récurrents
Devant la caméra

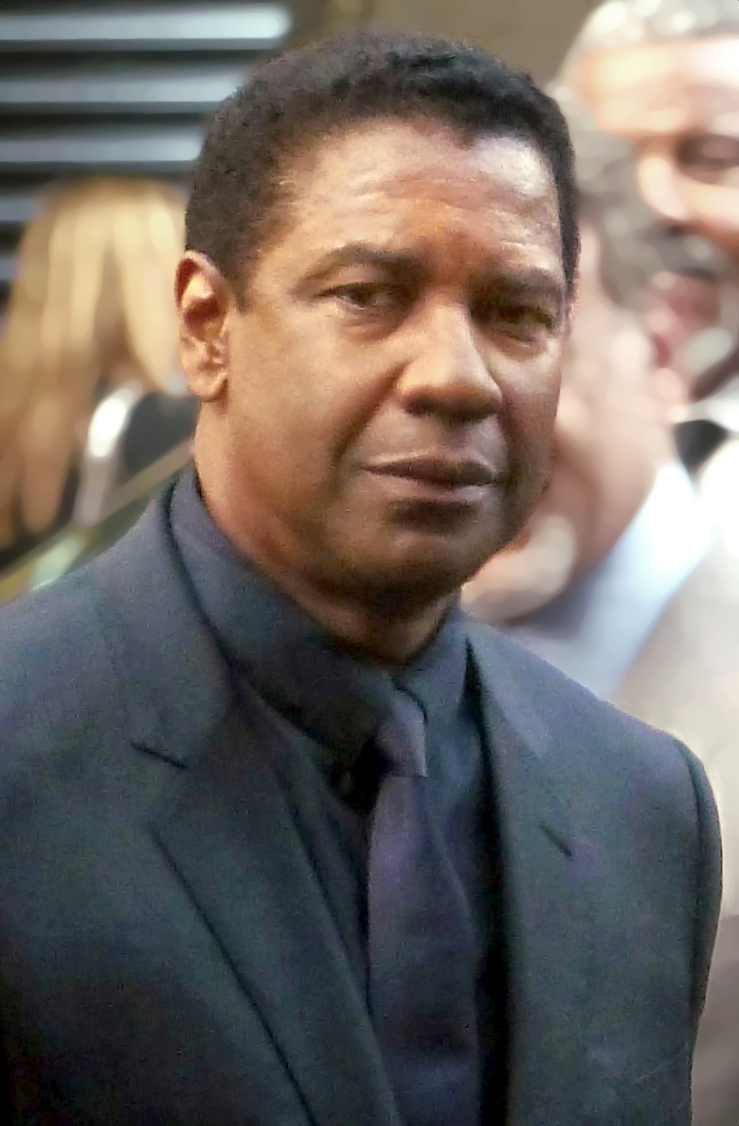
Denzel Washington a tourné dans cinq films de Tony Scott.

Tony Scott a souvent choisi les mêmes acteurs. Avec 5 films, Denzel Washington est l'un des acteurs qu'il a le plus dirigé : USS Alabama, Man on Fire, Déjà Vu, L'Attaque du métro 123 et Unstoppable. Steve Gonzales a également joué dans 5 films du cinéaste dans des rôles plutôt mineurs : True Romance, USS Alabama, Ennemi d'État, Man on Fire et Unstoppable.
James Gandolfini a tourné 4 films avec Tony Scott (Le Dernier Samaritain, True Romance, USS Alabama, L'Attaque du métro 123) ainsi que dans Welcome to the Rileys, uniquement produit par Tony Scott et réalisé par son neveu Jake Scott. Donna W. Scott, épouse de Tony Scott de 1994 et jusqu'à sa mort, a joué dans Jours de tonnerre, Le Dernier Samaritain, Ennemi d'État, Domino et Déjà Vu, soit 5 films.
Lew Temple est présent dans Domino, Déjà Vu et Unstoppable. Christopher Walken a joué dans 3 films de Tony Scott : True Romance, Man on Fire et Domino, tout comme Val Kilmer (Top Gun, True Romance et Déjà Vu. Jack Black est présent dans Le Fan et Ennemi d'État. Il a également tourné dans True Romance, mais son apparition a été coupée au montage.
Brad Pitt apparait dans True Romance et Spy Game : Jeu d'espions. Il a également joué dans L'Assassinat de Jesse James par le lâche Robert Ford, dont Tony Scott était producteur délégué. Tony Scott a dirigé à deux reprises Tom Cruise : dans Top Gun et Jours de tonnerre.
Tony Scott a dirigé à deux reprises Mickey Rourke : dans Man on Fire et Domino.
Tony Scott a dirigé à deux reprises Shondrella Avery : dans Domino et Déjà vu.
Gene Hackman, Jason Robards et Lillo Brancato ont tous les trois joué dans USS Alabama et Ennemi d'État.
Willem Dafoe apparait dans Les Prédateurs. Il a également joué dans Les Brasiers de la colère, dont Tony Scott était producteur.
David Bowie apparait dans Les Prédateurs. Il a également joué dans Les Prédateurs, dont Tony Scott était producteur.
Ivana Miličević apparait dans Ennemi d'État. Elle a également joué dans In Her Shoes, dont Tony Scott était producteur délégué.
Derrière la caméra
Le producteur Jerry Bruckheimer a produit plusieurs films de Tony Scott : Top Gun, Le Flic de Beverly Hills 2, Jours de tonnerre, USS Alabama, Ennemi d'État et Déjà Vu. Don Simpson, partenaire de Bruckheimer jusqu'à son décès en 1996, a produit les quatre premiers.
Tony Scott a fait plusieurs fois appel aux directeurs de la photographie Daniel Mindel (Ennemi d'État, Spy Game : Jeu d'espions et Domino) et Paul Cameron (le court-métrage Beat the Devil, Man on Fire et Déjà vu). Côté musique, Tony Scott a travaillé quatre fois avec le compositeur Hans Zimmer sur Jours de tonnerre, True Romance, USS Alabama et Le Fan. Il travaillera ensuite jusqu'à sa mort avec Harry Gregson-Williams (Ennemi d'État, Spy Game : Jeu d'espions, Man on Fire, Domino, Déjà vu, L'Attaque du métro 123 et Unstoppable).

## Box-office américain (comme réalisateur)
- Les Prédateurs : 5 979 292 dollars[23]
- Top Gun : 176 786 701 dollars[23]
- Le Flic de Beverly Hills 2 : 153 665 036 dollars[23]
- Vengeance : 15 645 616 dollars[23]
- Jours de tonnerre : 82 670 733 dollars[23]
- Le Dernier Samaritain : 59 509 925 dollars[23]
- True Romance : 12 281 551 dollars[23]
- USS Alabama : 91 387 195 dollars[23]
- Le Fan : 18 626 419 dollars[23]
- Ennemi d'État : 111 549 836 dollars[23]
- Spy Game : Jeu d'espions : 62 362 560 dollars[23]
- Man on Fire : 77 911 774 dollars[23]
- Domino : 10 169 202 dollars[23]
- Déjà Vu : 64 038 616 dollars[23]